# Juliana Sasko-Kobursko-Saalfeldská
Juliana Sasko-Kobursko-Saalfeldská, plným jménem německy Juliane Henriette Ulrike von Sachsen-Coburg-Saalfeld (23. září 1781, Coburg – 15. srpna 1860, Elfenau, Bern) byla rodem saská princezna, teta britské královny Viktorie, a sňatkem pod jménem Anna Fjodorovna ruská velkokněžna.

## Biografie

### Původ, mládí
Juliana se narodila jako třetí z pěti dcer/devíti dětí vévody Františka Sachsen-Coburg-Saalfeld a jeho manželky Augusty Reuss (1757–1831; byla považována ta jednu z nejkrásnějších žen své doby). Vévoda František byl vysoce vzdělaný člověk, zabýval se botanikou a astronomií. Jeho manželka vynikala rovněž bystrým intelektem a energickou povahou. Všem dětem vévodského páru se dostalo vynikající výchovy a vzdělání.
Jednou z Anniných sester byla Viktorie Sasko-Kobursko-Saalfeldská, matka britské královny Viktorie, a bratrem belgický král Leopold I., její první manžel; synem Annina mladšího bratra Ferdinanda byl portugalský král Ferdinand II.

### Manželství

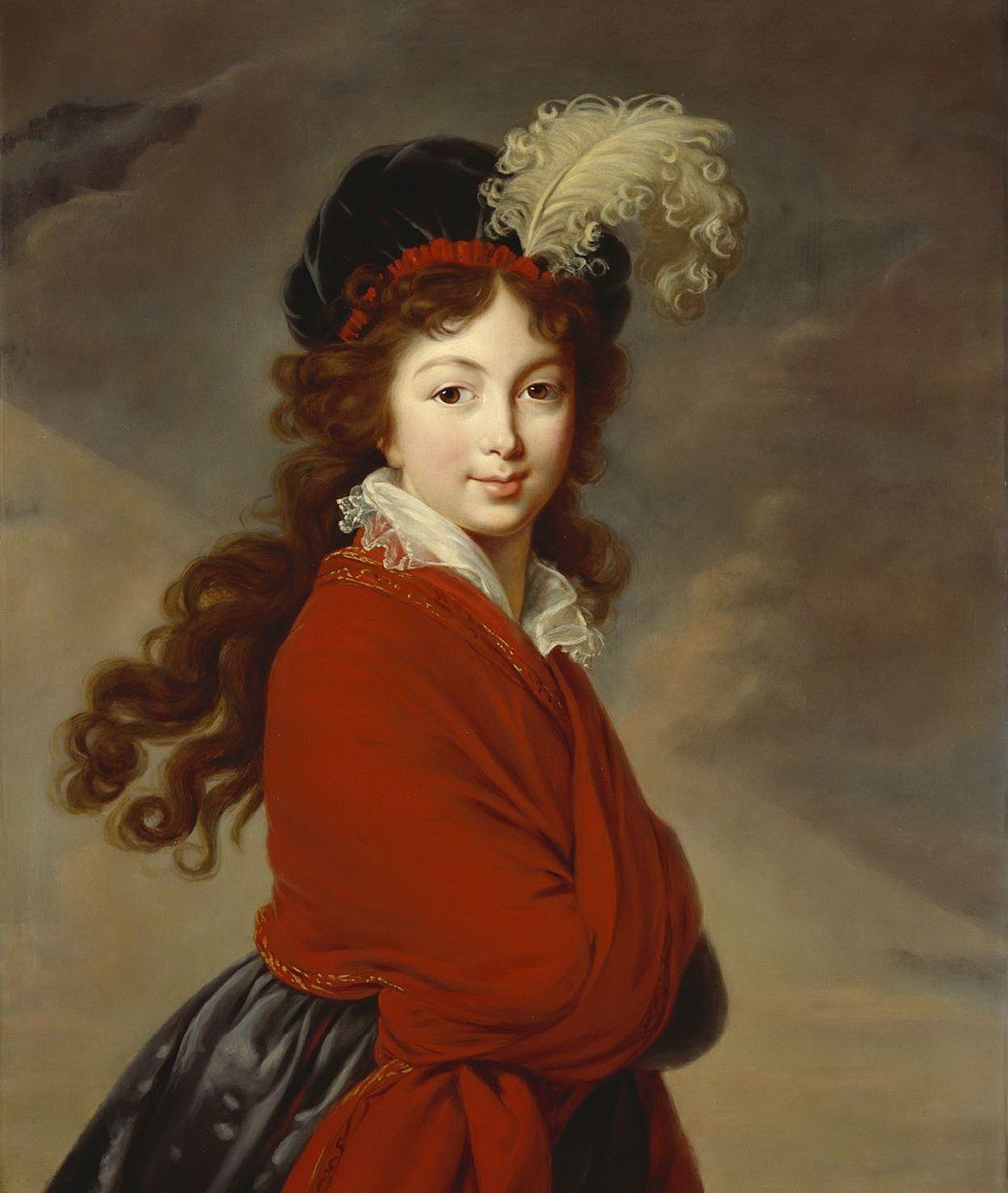
Princezna Juliana Sasko-Kobursko-Saalfeldská, později velkokněžna Anna Fjodorovna, cca 1795-1796

Poté, co roku 1793 ruská carevna Kateřina II. Veliká úspěšně oženila svého nejstaršího vnuka Alexandra s bádenskou princeznou Luisou, začala se rozhlížet po vhodné nevěstě pro jeho mladšího bratra Konstantina, třebaže šlo o ještě nedospělého chlapce ve věku čtrnácti let. Carevna ne bez hrdosti hovořila o mladém velkoknížeti jako o záviděníhodné partii pro mnoho nevěst panovnických domů Evropy, vždyť Konstantin byl po Alexandrovi druhým v pořadí následnictví trůnu mocného ruského impéria. Ještě před začátkem hledání nečekaně přišla nabídka od neapolského královského dvora. Král Ferdinand I. a jeho manželka Marie Karolina (sestra francouzské královny Marie Antoinetty) vyjádřili přání provdat za velkoknížete Konstantina jednu ze svých četných dcer. Kateřina na tuto nabídku reagovala ostře odmítavě. Roku 1793 psala o neapolském dvoře, jenž «hodlal zcela nevhodně nás obdařit jedním ze svých mrzáků».
Roku 1795 se s tajným posláním po panovnických dvorech Evropy vypravil generál Andrej Jakovlevič Budberg. Z rozsáhlého seznamu princezen na vdávání musel vybrat kandidátky na nevěstu velkoknížete Konstantina. Cestou generál onemocněl a musel zůstat v Koburgu, kde se obrátil na známého lékaře barona Christiana Fridricha Stockmara, který, zvěděv o cíli generálovy návštěvy, obrátil jeho pozornost ke koburským princeznám – dcerám vévody Sasko-Kobursko-Saalfeldského Františka. Budberg již nikam dále nejel a oznámil do Petrohradu, že cíle bylo dosaženo. Po nevelké prověrce carevna Kateřina dala souhlas a svolení Budbergovi "odkrýt karty" před vévodkyní Augustou. Když se ta dozvěděla, že jedna z jejích dcer se může stát manželkou ruského velkoknížete, byla nadšená: byla si vědoma všech výhod tohoto manželství pro malé vévodství.
Na pozvání ruského dvora přijela Juliana 6. října roku 1796 se svou matkou a sestrami Sofií a Antoinettou v doprovodu Ferdinanda von Wintzingerode do Ruska. Zde ji carevna Kateřina vybrala za Konstantinovu manželku. Carevna psala: «Vévodkyně je překrásná žena hodná obdivu, její dcerky jsou rozkošné. Škoda, že si ženich musí vybrat jen jednu, dobré by bylo ponechat si všechny tři. No, zdá se, že náš Paris dá jablko nejmladší: uvidíte, že mezi sestrami dá přednost Julii... skutečně, čtverácká Julie je nejlepší ze všech.» Ovšem Adam Jerzy Czartoryski psal ve svých " Vzpomínkách": «Carevna mu přikázala oženit se s jednou z princezen, přičemž si mohl jen vybrat jednu z nich.» Podobně to potvrzuje i hraběnka Varvara Nikolajevna Golovinová: «Během tří neděl přinutili velkoknížete Konstantina udělat výběr. Zdá se mi, že se ženit nechtěl.»
Konstantin se tedy rozhodl pro nejmladší ze tří sester, princeznu Julianu. Tento svazek, stejně jako sňatek jejího bratra Leopolda s následnicí britského trůnu Šarlotou Augustou, učinil z koburského dvora dynastický střed Evropy; to se projevilo v napoleonských válkách, kdy Napoleon zacházel s nevýznamným koburským státem mnohem méně svévolně než s jinými.
2. února roku 1796 ještě ani ne patnáctiletá Juliana přijala pravoslaví a jméno Anna Fjodorovna. O tři týdny později, 26. února, se při pravoslavném obřadu v Sankt Petersburgu provdala za sotva šestnáctiletého ruského velkoknížete Konstantina (1779–1831), mladšího bratra pozdějšího cara Alexandra I. (carevna Kateřina zemřela o devět měsíců později, 9. listopadu téhož roku).
Manželství s Konstantinem Pavlovičem, jenž byl znám svou násilnickou povahou a brutalitou, se však nevydařilo. Nešťastným byl už jeho začátek – carevič si svou nevěstu nemohl vlastně vybrat, mohl zvolit jen jednu ze tří již vybraných princezen; svou roli hrála nevyzrálost obou manželů. Nejvíce se však na jejich soužití projevily vášeň careviče pro vše vojenské a především nepředvídatelnost a hlavně hrubost jeho chování. Jeho něžnost byla vystřídána hrubostí a urážlivým chováním k manželce. Například jednou ji posadil do jedné z obrovských váz v Mramorovém paláci a začal po ní střílet. Snášet jeho povahu, jeho drzost a jeho výstřelky bylo pro princeznu stále těžší. Nemohla počítat s podporou Konstantinova otce, cara Pavla I., neboť ji za nevěstu pro careviče vybrala jeho nemilovaná matka. Mezitím Anna Fjodorovna vyspěla a stala se mimořádně přitažlivou; ve společnosti ji nazývali «večerní hvězdou». Velkokníže Konstantin Pavlovič začal na ni žárlit, dokonce i na svého staršího bratra, cara Alaxandra. Zakazoval jí opouštět své komnaty a pokud z nich vyšla, došel si pro ni a odvedl ji zpět. Hraběnka Golovinová vzpomínala: «Anně Fjodorovně se těžko žilo kvůli nemožnému charakteru, kterému nikdo nemohl nasadit uzdu. Jeho hrubé chování, absence jakéhokoli taktu měnily manželský život v opravdové vězení a ubohá Anna Fjodorovna hledala pomoc v přátelství s Jelizavetou Alexejevnou, která dokázala uhlazovat neshody mezi manželi.»

### Odchod od manžela
Po třech letech soužití, v roce 1799 velkokněžna odjela z Ruska kvůli léčení a nehodlala se vrátit. Přijela do rodného Koburgu, zde však nenašla pochopení pro to, že by opustila manžela, neboť rodina měla starost o svou reputaci a v neposlední řadě také o finanční Anniny záležitosti v případě rozchodu. Z Koburgu Anna Fjodorovna odjela léčit se do lázní. V té době se v St. Petěrburgu dověděli o jejích plánech. Pod tlakem carské i své vlastní rodiny byla velkokněžna nucena vrátit se do Ruska. V říjnu roku 1799 byly plánovány svatby sester Konstantina Pavloviče Alexandry a Jeleny a Anna Fjodorovna měla být na nich přítomna.
Avšak po zavraždění cara Pavla I. v roce 1801 se Anně naskytla příležitost uskutečnit svůj plán. Záhy poté jí přišla zpráva, že těžce onemocněla její matka, vévodkyně Augusta. Své švagrové příznivě nakloněný nový car Alexandr I. jí dovolil matku navštívit, Konstantin Pavlovič rovněž nebyl proti – byl právě na počátku nového milostného románku. Anna Fjodorovna odjela do Koburgu a do Ruska se již nevrátila. Téměř vzápětí po odjezdu začala vést jednání o rozvodu s manželem. Konstantin Pavlovič jí v odpověď napsal: «Píšete, že jste mne opustila po odjezdu do ciziny proto, že se neshodujeme povahami, a proto že mi nemůžete dát ani svou lásku. Pokorně vás ale prosím, pro uspokojení vaše i moje o uspořádání našeho životního losu, všechny tyto okolnosti potvrdit písemně, a také to, že kromě toho nemáte jiných důvodů.»
V roce 1803 však se proti rozvodu postavila carevna Marie Fjodorovna, jež měla obavy z eventuálního dalšího morganatického sňatku Konstantina Pavloviče (k němuž – po rozvodu přece jen v roce 1820 realizovaném – nakonec skutečně došlo; velkokníže se proto i vzdal následnictví trůnu, na který posléze po smrti bezdětného Alexandra I. nastoupil třetí z bratří Nikolaj), a řekla, že rozvod napáchá újmu na velkokněžnině reputaci.
Roku 1814 za přítomnosti ruských vojsk ve Francii v době protinapoleonského tažení Konstantin Pavlovič navštívil svou ženu. Car Alexandr I. si přál smír manželů. Anna Fjodorovna však rozhodně odmítla.
Oficiálně bylo manželství rozvedeno manifestem Alexandra I. z 8./20. března roku 1820, po devatenácti letech odloučení a 24 letech trvání. Status Anny Fjodorovny při tom nijak neutrpěl, zbytečně se obávala pro ni nepříznivého společenského ohlasu, ve vztahu evropské high society k ní se to neodrazilo. Naopak, všichni s ní sympatizovali a souhlasili s tím, že pro "slabé zdraví" nemohla být ženou Konstantina Pavloviče.

### Život za hranicemi

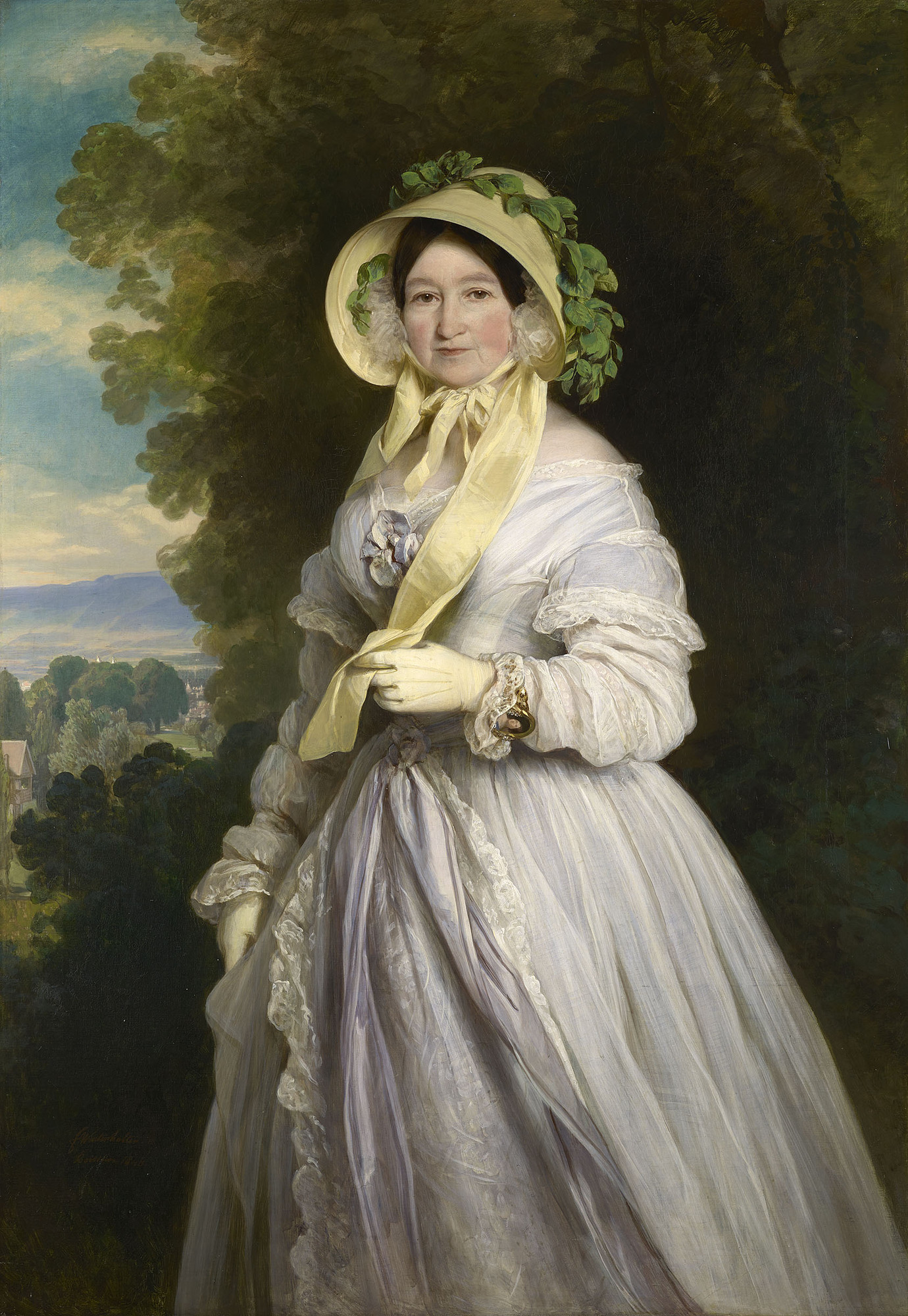
Juliana Sasko-Kobursko-Saalfeldská na portrétu F. X. Winterhaltera z roku 1848.

Po druhém odchodu od manžela se posléze Juliana Henrietta Ulrika usadila ve švýcarském Bernu, domově pozdějšího otce jejího druhého dítěte, dcery Luisy Hildy Agnes, jež se narodila roku 1812. Roku 1814 si Anna pořídila na břehu řeky Aare položený venkovský statek, který nazvala Elfenau. Anna byla velkou milovnicí hudby a učinila z Elfenau centrum místní i zahraniční společnosti. Zde pak prožila zbytek života.
Byla velkou milovnicí hudby a její dům byl jedním z center hudebního života té doby. Na jejích společenských setkáních, jež pořádala v Elfenau, se účastnili diplomaté různých zemí, pobývající v Bernu. Setkávajíc se s osobami takto vysokého postavení, nemohla být nevědomá v politických záležitostech. Neměla však ambice hrát v nich nějakou roli a její vliv byl jen slabý.

### Potomci
Stala se matkou dvou nemanželských dětí:
- syn Eduard Edgar Schmidt-Löwe (28. října 1808 – 3. dubna 1892), jehož otcem byl francouzský diplomat hrabě Gabriel Emile de Seigneux (1768–1834). Dekretem z 18. února 1818 ho Julianin bratr vévoda Ernst povýšil do šlechtického stavu s přídomkem „von Löwenfels“; ∞ 1835 Bertha von Schauenstein (1817–1896), nemanželská dcera vévody Ernsta.
- Luisa Hilda Agnes d'Aubert (1812–1837), jejímž otcem byl bernský chirurg, profesor Rudolf Abraham von Schiferli; aby se předešlo skandálu, adoptoval děvčátko francouzský uprchlík Jean Francois Joseph d'Aubert; ∞ 1834 Jean Samuel Edouard Dapples († 1887)

### Konec života
Svatba jejího syna v roce 1835 byla jednou z mála radostí v tomto období ztrát. Přišla téměř o všechny, kdo jí byli drazí – o matku († 16. listopadu 1831), dceru († na podzim roku 1837), dvě starší sestry, oddaného partnera von Schiferliho († 3. června roku 1837), svého zastánce Alexandra I. († 1. prosince 1825) i jeho manželku, svou přítelkyni Jelizavetu Alexejevnu († 16. května 1826)... velkokněžna psala, že její dům se stal «domem smutku».
Bývalá velkokněžna zemřela 15. srpna roku 1860. Pohřbena byla do hrobky pod mramorovým náhrobkem, na němž byl vytesán jednoduchý nápis «JULIA—АNNA» a data narození a smrti (1781–1860); nic víc, co by mohlo ukazovat na původ princezny Sasko-Kobursko-Saalfeldské či postavení ruské velkokněžny.
Vévodkyně Alexandrina, manželka jejího bratrance vévody Ernsta II., psala: «Soustrast a smutek budou všeobecné, protože tetu velmi milovali a vážili si jí, neboť se velmi zabývala dobročinností a činností ve prospěch mnoha nuzných a nemohoucích.»

## Vývod z předků
|                                      |                                                   |  |                             |                                                |  |  |  |  |  |  |  | Jan Arnošt IV. Sasko-Kobursko-Saalfeldský |
|                                      |                                                   |  |                             |                                                |  |  |  |  |  |  |  |                                           |
|                                      | František Josiáš Sasko-Kobursko-Saalfeldský       |  |                             |                                                |  |  |  |  |  |  |  |                                           |
|                                      |                                                   |  |                             |                                                |  |  |  |  |  |  |  |                                           |
|                                      |                                                   |  |                             | Šarlota Jana Waldecko-Wildungenská             |  |  |  |  |  |  |  |                                           |
|                                      |                                                   |  |                             |                                                |  |  |  |  |  |  |  |                                           |
|                                      | Arnošt Fridrich Sasko-Kobursko-Saalfeldský        |  |                             |                                                |  |  |  |  |  |  |  |                                           |
|                                      |                                                   |  |                             |                                                |  |  |  |  |  |  |  |                                           |
|                                      |                                                   |  |                             | Ludvík Fridrich I. Schwarzbursko-Rudolstadtský |  |  |  |  |  |  |  |                                           |
|                                      |                                                   |  |                             |                                                |  |  |  |  |  |  |  |                                           |
|                                      | Anna Žofie Schwarzbursko-Rudolstadtská            |  |                             |                                                |  |  |  |  |  |  |  |                                           |
|                                      |                                                   |  |                             |                                                |  |  |  |  |  |  |  |                                           |
|                                      |                                                   |  |                             | Anna Žofie Sasko-Gothajsko-Altenburská         |  |  |  |  |  |  |  |                                           |
|                                      |                                                   |  |                             |                                                |  |  |  |  |  |  |  |                                           |
|                                      | František Sasko-Kobursko-Saalfeldský              |  |                             |                                                |  |  |  |  |  |  |  |                                           |
|                                      |                                                   |  |                             |                                                |  |  |  |  |  |  |  |                                           |
|                                      |                                                   |  |                             | Ferdinand Albrecht I. Brunšvicko-Lüneburský    |  |  |  |  |  |  |  |                                           |
|                                      |                                                   |  |                             |                                                |  |  |  |  |  |  |  |                                           |
|                                      | Ferdinand Albrecht II. Brunšvicko-Wolfenbüttelský |  |                             |                                                |  |  |  |  |  |  |  |                                           |
|                                      |                                                   |  |                             |                                                |  |  |  |  |  |  |  |                                           |
|                                      |                                                   |  |                             | Kristýna Hesensko-Eschwegská                   |  |  |  |  |  |  |  |                                           |
|                                      |                                                   |  |                             |                                                |  |  |  |  |  |  |  |                                           |
|                                      | Žofie Antonie Brunšvicko-Wolfenbüttelská          |  |                             |                                                |  |  |  |  |  |  |  |                                           |
|                                      |                                                   |  |                             |                                                |  |  |  |  |  |  |  |                                           |
|                                      |                                                   |  |                             | Ludvík Rudolf Brunšvicko-Wolfenbüttelský       |  |  |  |  |  |  |  |                                           |
|                                      |                                                   |  |                             |                                                |  |  |  |  |  |  |  |                                           |
|                                      | Antonie Amálie Brunšvicko-Wolfenbüttelská         |  |                             |                                                |  |  |  |  |  |  |  |                                           |
|                                      |                                                   |  |                             |                                                |  |  |  |  |  |  |  |                                           |
|                                      |                                                   |  |                             | Kristýna Luisa Öttingenská                     |  |  |  |  |  |  |  |                                           |
|                                      |                                                   |  |                             |                                                |  |  |  |  |  |  |  |                                           |
| 'Juliana Sasko-Kobursko-Saalfeldská' |                                                   |  |                             |                                                |  |  |  |  |  |  |  |                                           |
|                                      |                                                   |  |                             |                                                |  |  |  |  |  |  |  |                                           |
|                                      |                                                   |  | Jindřich X. Reuss Ebersdorf |                                                |  |  |  |  |  |  |  |                                           |
|                                      |                                                   |  |                             |                                                |  |  |  |  |  |  |  |                                           |
|                                      | Jindřich XXIX. Reuss Ebersdorf                    |  |                             |                                                |  |  |  |  |  |  |  |                                           |
|                                      |                                                   |  |                             |                                                |  |  |  |  |  |  |  |                                           |
|                                      |                                                   |  |                             | Erdmuthe Benigna ze Solms-Laubachu             |  |  |  |  |  |  |  |                                           |
|                                      |                                                   |  |                             |                                                |  |  |  |  |  |  |  |                                           |
|                                      | Jindřich XXIV. Reuss Ebersdorf                    |  |                             |                                                |  |  |  |  |  |  |  |                                           |
|                                      |                                                   |  |                             |                                                |  |  |  |  |  |  |  |                                           |
|                                      |                                                   |  |                             | Wolfgang z Castell-Castellu                    |  |  |  |  |  |  |  |                                           |
|                                      |                                                   |  |                             |                                                |  |  |  |  |  |  |  |                                           |
|                                      | Žofie Teodora z Castell-Remlingenu                |  |                             |                                                |  |  |  |  |  |  |  |                                           |
|                                      |                                                   |  |                             |                                                |  |  |  |  |  |  |  |                                           |
|                                      |                                                   |  |                             | Dorothea Renata zo Zinzendorf-Pottendorfu      |  |  |  |  |  |  |  |                                           |
|                                      |                                                   |  |                             |                                                |  |  |  |  |  |  |  |                                           |
|                                      | Augusta Reuss Ebersdorf                           |  |                             |                                                |  |  |  |  |  |  |  |                                           |
|                                      |                                                   |  |                             |                                                |  |  |  |  |  |  |  |                                           |
|                                      |                                                   |  |                             | Jiří Albrecht II. Erbach-Fürstenau             |  |  |  |  |  |  |  |                                           |
|                                      |                                                   |  |                             |                                                |  |  |  |  |  |  |  |                                           |
|                                      | Jiří August z Erbach-Schönbergu                   |  |                             |                                                |  |  |  |  |  |  |  |                                           |
|                                      |                                                   |  |                             |                                                |  |  |  |  |  |  |  |                                           |
|                                      |                                                   |  |                             | Anna Dorothea Hohenlohe-Waldenburg             |  |  |  |  |  |  |  |                                           |
|                                      |                                                   |  |                             |                                                |  |  |  |  |  |  |  |                                           |
|                                      | Karolína Ernestýna z Erbach-Schönbergu            |  |                             |                                                |  |  |  |  |  |  |  |                                           |
|                                      |                                                   |  |                             |                                                |  |  |  |  |  |  |  |                                           |
|                                      |                                                   |  |                             | Ludvík Kristián Stolberg-Gedern                |  |  |  |  |  |  |  |                                           |
|                                      |                                                   |  |                             |                                                |  |  |  |  |  |  |  |                                           |
|                                      | Ferdinanda Henrietta ze Stolberg-Gedernu          |  |                             |                                                |  |  |  |  |  |  |  |                                           |
|                                      |                                                   |  |                             |                                                |  |  |  |  |  |  |  |                                           |
|                                      |                                                   |  |                             | Kristýna Meklenbursko-Güstrowská               |  |  |  |  |  |  |  |                                           |
|                                      |                                                   |  |                             |                                                |  |  |  |  |  |  |  |                                           |